# محمد صالح كمبة
محمد صالح كمبة اللاهوري هو خطاط ومسلم بنجابي مشهور وكاتب السيرة الرسمية للسلطان شاهجهان ومعلم السلطان المغولي أورنكزيب. وعلى الرغم من كونه شخصًا واسع الاطلاع، إلا أنه لم يصلنا سوى القليل عن حياة محمد صالح كمبة بخلاف الأعمال التي ألفها. كان ابنًا لمير عبد الله، مشكين القلم (لقب فارسي يعني شيخ الكتاب)، والذي يوحي أنه كان أيضًا كاتبًا جيدًا. ويُعتقد أنه الأخ الأصغر لعناية الله كمبة، عمل وزيرًا لدى حاكم لاهور. وكان يحمل لقب أسفهسلار.

## حياته
اشتهر محمد صالح بكتابه أمالي صالح، والذي يُشار إليه أيضًا باسم شاهجهان نامه (تاريخ شاهجهان)، والذي أكمله في عام 1659-1660 م. كتاب أمالي صالح هو سرد لحياة شاهجهان وحكمه. ومع ذلك، يتضمن العمل أيضًا معلومات عن أسلاف شاهجهان (خاصة أكبر ونور الدين جهانكير) ومجموعة من السير الذاتية للشيوخ والشعراء وغيرهم من الشخصيات البارزة الذين كانوا معاصرين لشاهجهان. ويعتبر أحد أهم المصادر الأصلية للأحداث خلال عهد شاهجهان. كان محمد صالح معروفًا أنه شاعر (أو باللقب الفارسي "كشفي" و"صبحان" باللغة العربية) ويقال أيضًا أنه كان موسيقيًّا أرديًا بارعًا. خلال حكم أورنكزيب، خدم محمد صالح بوصفه أستاذًا روحيًّا وعلَّم السلطان أورنكزيب التعاليم الإسلامية. وقد ورد أنه عندما عُيِّن الشيخ مخدوم في منصب صدر الصدر (رئيس الصدر، كبير الإداريين أو رئيس الوزراء) بعد وفاة صدر شريف خان في عهد أورنكزيب، عُيِّن محمد صالح كمبة نائبًا له.
في قائمة المناصبدار، وُضِع محمد صالح كمبة قائدًا لخمسمائة جندي.

## وفاته
تزعم بعض الروايات أن محمد صالح كمبة خدم برتبة أميرال مغولي وقُتل أثناء القتال إلى جانب أسطوله ضد الأهوم في باندو [الإنجليزية] على حدود البنغال وآسام أثناء مساعدته للقائد عبد السلام، فوجدار (قائد المشاة) من حاجو، أثناء حكم إسلام خان مشهدي، الحاكم المغولي للبنغال.[12] يُقال إن الحدث المشار إليه أعلاه يرجع تاريخه إلى عام 1636 م، وهو أمر غير صحيح، حيث كان محمد صالح على قيد الحياة ومن المعروف أنه أكمل أمالي صالح في عام 1659/60 م بعد فترة وجيزة من تولي أورنكزيب (حكم 1658 م-1707 م) سلطان الهند في عام 1658 م. وفقًا لنايمور رحمن فاروقي، اكتمل العمل في عام 1669 م.
تاريخ وفاة محمد صالح غير مؤكد. يذكر س. م. لطيف في أعماله عن مصدر غير محدد أن محمد صالح كمبة توفي في عام 1085 هـ (1675 م) وهو ما يقبله بعض الكتاب.

## ذكراه
بُني مسجد باسمه في بوابة موشي، في المدينة المسورة في لاهور. وهو مدفون في لاهور، على الرغم من أن مكان قبره محل نزاع حاليًا.

## طالع أيضًا
- كمبة
- لاهور
- بوابة موشي
- سلطنة مغول الهند
- شهاب الدين شاهجهان
- مدينة لاهور المسورة
- شيخ عناية الله كمبة

## روابط خارجية
- http://www.cyberistan.org/misub9495106107.pdf
- http://www.l.u-tokyo.ac.jp/IAS/6-han/database/SouthAsiaBooks.html